# Karang (Semanding)
Karang is een bestuurslaag in het regentschap Tuban van de provincie Oost-Java, Indonesië. Karang telt 6199 inwoners (volkstelling 2010).